# Southland Men’s Tennis Tournament 2014
Das Southland Men’s Tennis Tournament war ein Herren-Mannschaftswettbewerb im Bereich des College Tennis. Austragungsort war Corpus Christi, Texas. Als Siegerin ging die Mannschaft der Gastgeberin TAUMCC hervor.

## Turnierplan
|  | Halbfinale | Halbfinale  | Halbfinale |  |  | Finale | Finale | Finale |
|  |            |             |            |  |  |        |        |        |
|  |            |             |            |  |  |        |        |        |
|  | 1          | TAUMCC      | 4          |  |  |        |        |        |
|  | 4          | New Orleans | 0          |  |  |        |        |        |
|  |            |             |            |  |  | 1      | TAUMCC | 4      |
|  |            |             |            |  |  | 3      | Lamar  | 1      |
|  | 2          | Nicholls    | 1          |  |  |        |        |        |
|  | 3          | Lamar       | 4          |  |  |        |        |        |
|  |            |             |            |  |  |        |        |        |

## Finale
| Nummer                                                                                   | TAUMCC                          | 4:1      | Lamar                               |
| ---------------------------------------------------------------------------------------- | ------------------------------- | -------- | ----------------------------------- |
| Datum: 27. April 2014, Ort: Corpus Christi, Texas, Anlage: Thomas J. Henry Tennis Center |                                 |          |                                     |
| Doppel                                                                                   |                                 |          |                                     |
| Nr. 1                                                                                    | Péter Nagy Guillaume Rauseo     | 8:2      | Jeandre Hoogenboezem Juuso Laitinen |
| Nr. 2                                                                                    | Matthew Westmoreland Paul Cook  | 8:73     | Nikita Lis Mikko Rajamäki           |
| Nr. 3                                                                                    | Ricardo Mayagoitia Javier Pujol | 4:8      | Trey Crysel Michael Feucht          |
| Einzel                                                                                   |                                 |          |                                     |
| Nr. 1                                                                                    | Péter Nagy                      | 6:2, 6:3 | Michael Feucht                      |
| Nr. 2                                                                                    | Ricardo Mayagoitia              | 4:6, 2:6 | Nikita Lis                          |
| Nr. 3                                                                                    | Javier Pujol                    | 6:4, 6:3 | Juuso Laitinen                      |
| Nr. 4                                                                                    | Matthew Westmoreland            | 6:1, 6:3 | Carl-Philip Lindqvist               |
| Nr. 5                                                                                    | Guillaume Rauseo                | DNF      | Jeandre Hoogenboezem                |
| Nr. 6                                                                                    | Paul Cook                       | DNF      | Mikko Rajamäki                      |